# La Paz (gemeente)
La Paz is een gemeente (municipio) in de Boliviaanse provincie Pedro Domingo Murillo in het departement La Paz. De gemeente telt naar schatting 804.268 inwoners (2018). De hoofdstad is La Paz.

## Indeling
- Cantón La Paz - 791.633 inwoners (2001)
- Cantón Zongo - 1.660 inw.